# Повстання у Сванетії (1875-1876)
Повстання 1875—1876 років у Сванетії — серія заворушень у громадах Вільної Сванетії у 1875 та 1876 роках, що призвели до введення військ та зіткнення з жителями села Халде. Заворушення почалися після того, як було оголошено про намір уряду скласти перепис земельної власності селян. З селянами вдалося домовитися, але деякі учасники протесту були заарештовані та відправлені до кутаїської в'язниці. Деяких підозрюваних свани відмовилися видати, що призвело в 1876 до введення армії (161-го піхотного полку). Під час переговорів із жителями села Кала розпочалася стрілянина, яка закінчилася руйнуванням селища.

## Передісторія
Громади Вільної Сванетії прийняли підданство Російської імперії 1847 року під час візиту полковника Колюбакіна. З цього року у регіоні з'явився представник імперії, пристав Мікаладзе. Останні дві незалежні громади, Ленджерська та Латальська, вступили у підданство імперії у серпні 1853 року, під час візиту полковника Івана Бартоломея.
У червні 1875 року пристав Вільної Сванетії, князь Джорджадзе, оголосив сванам, що йому наказано зробити облік селянської землі і що він приступить до цих вимірів. Свани запитали про цілі цього обліку, потім пристав відповів, що так наказано. Це викликало занепокоєння та підозри, що уряд збирається вводити нові повинності. Деякі сванські громади, наприклад Мулахська, вирішили не допускати обліку землі. Було вирішено подати прохання адміністрації про скасування обліку в тому випадку, якщо він робиться для нових повинностей.

## Повстання

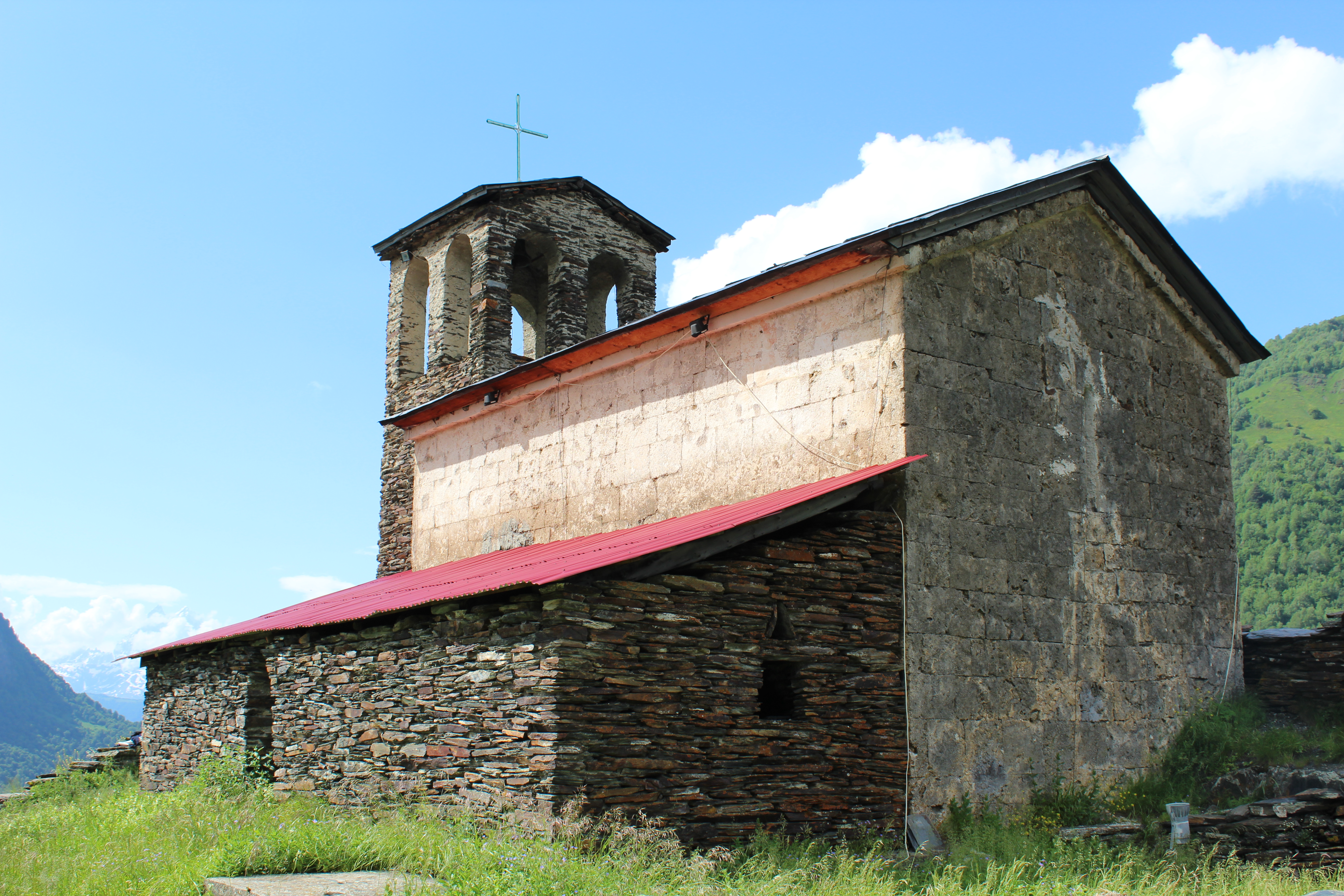
Монастир Квіріке та Івліти (Лагурка) у громаді Кала.

До рішення Мулахської громади приєдналися Местійська, Ленджерська, Латальська, Іпарська та Ушгульська громади. Представники громад зібралися на сходку в громаді Кала біля храму Лагурка і склали присягу на вірність прийнятому рішенню. Один з учасників, Гінадрук Гіргвліані, порадив не поспішати і не вживати крайніх заходів аж до точного з'ясування намірів адміністрації. Пристав Джорджадзе дізнався про хвилювання і повідомив начальника Лечхумського повіту, Гриневського, який передав ці відомості кутайському губернатору. Він просив сприяння армії, і в липні до Сванетії було послано армійський загін на чолі з генералом Ерастом Цитовичем. Губернатор Малофєєв вирушив разом із загоном на місце.
Влада пообіцяла повстанцям, що уряд не запроваджуватиме нових податків чи військових повинностей. Вони змогли нейтралізувати повстанців та мирно увійшли до Сванетії. 16 осіб було заарештовано та засуджено до кількох років тюремного ув'язнення або депортовано зі Сванетії за систематичну участь у керівництві антиурядовими настроями та участь в останніх подіях. Обвинуваченим у подібному Гурмачі Гасвіані, Чаргас Джохадзе і Ш. Курдіані вдалося втекти. У тому ж році в кутаїській в'язниці померли четверо в'язнів.
Після року безплідних спроб зловити обвинувачених, що ховалися, влада зажадала від жителів Халде видати їх, інакше селу загрожувала розправа. Через невиконання ультиматуму сотні російських солдатів увійшли до села. Молоді чоловіки Халде сховалися у вежах, а решта жителів зустріла військових, що прибули в центрі села. Однак незабаром стався безглуздий інцидент, що закінчився кривавою сутичкою.

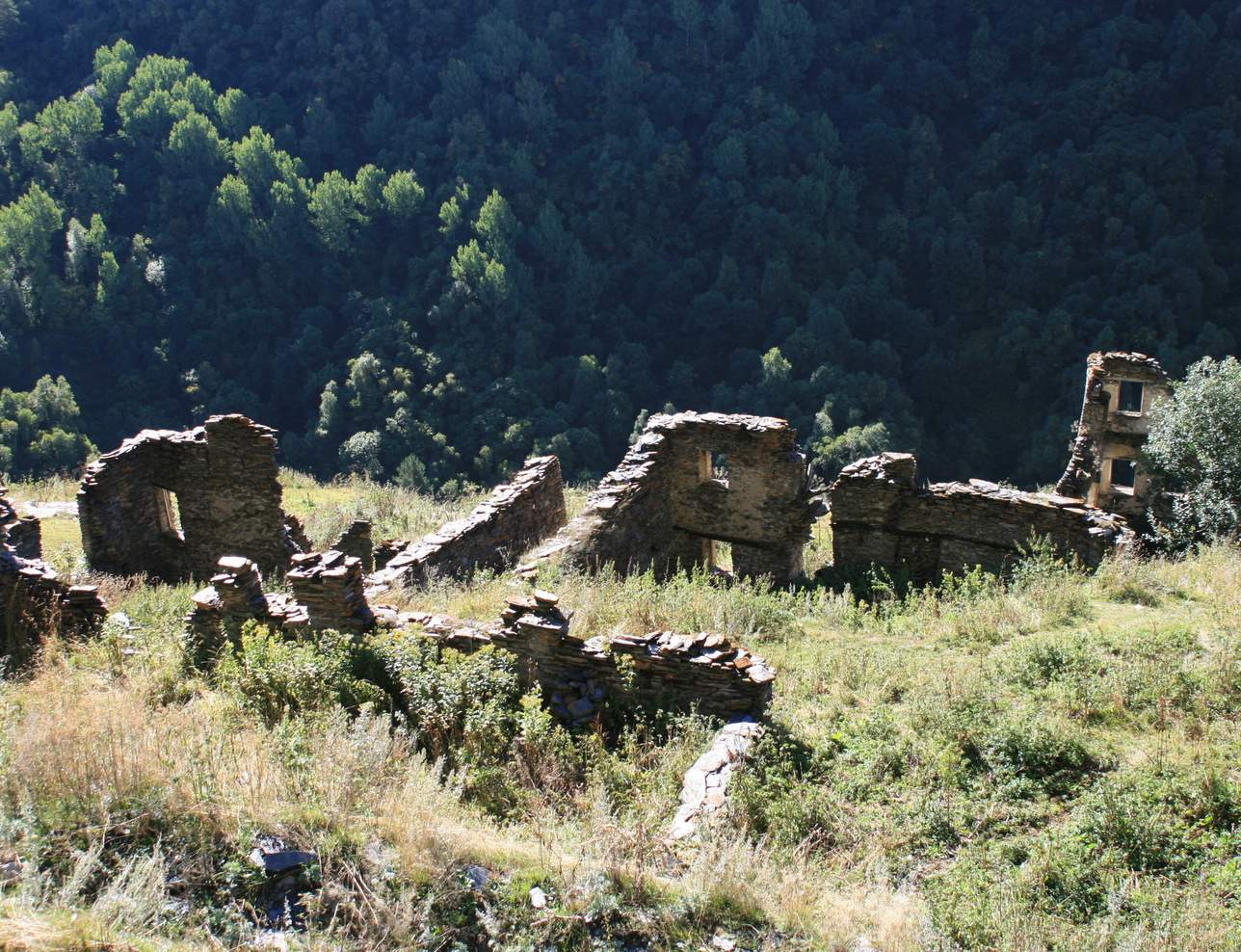
Руїни Халде у 2011 році

У зв'язку з тривожною обстановкою до Сванетії було направлено нову велику військову експедицію. До рубежів Нижньої Сванетії прибули чотири піхотні роти (близько 400 осіб) Олександропольського 161-го полку, дві піхотні міліцейські групи Кутаїської губернії, 39-ий артилерійський полк (бригада з двадцяти гірських стрільців), сто саперів гурійської Ераста Цитовича. Одночасно були приведені в бойову готовність військові частини Кавказької лінії, які у разі потреби мали вторгнутися до Сванетії з півночі та заходу. Вранці 21 серпня 1876 почалася атака, яка закінчилася 27 серпня захопленням повстанців, взяттям Халді і повним його знищенням.